# Derivada fractal
En matemàtiques aplicades i anàlisi matemàtica, la derivada fractal o derivada de Hausdorff és una generalització no newtoniana de la derivada que tracta de la mesura de fractals, definida en geometria fractal. Les derivades fractals es van crear per a l'estudi de la difusió anòmala, per la qual els enfocaments tradicionals no tenen en compte la naturalesa fractal dels mitjans. Una mesura fractal {\displaystyle t} s'escala segons {\displaystyle t^{\alpha }}. Aquesta derivada és local, en contrast amb la derivada fraccional aplicada de manera similar. El càlcul fractal es formula com un càlcul generalitzat de l'estàndard.

## Rerefons físic
Els medis porosos, els aqüífers, les turbulències i altres medis solen presentar propietats fractals. Les lleis clàssiques de difusió o dispersió basades en camins aleatoris a l'espai lliure (essencialment el mateix resultat conegut com a lleis de difusió de Fick, llei de Darcy i llei de Fourier) no són aplicables als mitjans fractals. Per abordar això, s'han de redefinir conceptes com la distància i la velocitat per als mitjans fractals; en particular, les escales d'espai i temps s'han de transformar segons ({\displaystyle x^{\beta }}, {\displaystyle t^{\alpha }}). Els conceptes físics elementals com ara la velocitat es redefineixen de la següent manera per a l'espaitemps fractal ({\displaystyle x^{\beta }}, {\displaystyle t^{\alpha }}):
{\displaystyle v'={\frac {dx'}{dt'}}={\frac {dx^{\beta }}{dt^{\alpha }}}\,,\quad \alpha ,\beta >0},
on {\displaystyle S^{\alpha ,\beta }} representa l'espaitemps fractal amb índexs d'escala {\displaystyle \alpha } i {\displaystyle \beta }. La definició tradicional de velocitat no té sentit en l'espaitemps fractal no diferenciable.

## Definició
A partir de la discussió anterior, el concepte de derivada fractal d'una funció {\displaystyle u(t)} respecte a una mesura fractal {\displaystyle t} s'ha introduït de la següent manera:
{\displaystyle {\frac {\partial f(t)}{\partial t^{\alpha }}}=\lim _{t_{1}\rightarrow t}{\frac {f(t_{1})-f(t)}{t_{1}^{\alpha }-t^{\alpha }}}\,,\quad \alpha >0},
Una definició més general ve donada per
{\displaystyle {\frac {\partial ^{\beta }f(t)}{\partial t^{\alpha }}}=\lim _{t_{1}\rightarrow t}{\frac {f^{\beta }(t_{1})-f^{\beta }(t)}{t_{1}^{\alpha }-t^{\alpha }}}\,,\quad \alpha >0,\beta >0}.
Per a la funció {\displaystyle y(t)} al {\displaystyle F^{\alpha }}-conjunt fractal perfecte {\displaystyle F}, la derivada fractal o {\displaystyle F^{\alpha }}-derivada respecte {\displaystyle t}, es defineix per 
{\displaystyle D_{F}^{\alpha }y(t)=\left\{{\begin{array}{ll}{\underset {x\rightarrow t}{F_{-}lim}}~{\frac {y(x)-y(t)}{S_{F}^{\alpha }(x)-S_{F}^{\alpha }(t)}},&si~t\in F;\\0,&{\text{en altres casos.}}\end{array}}\right.}.

### Motivació
Les derivades d'una funció {\displaystyle f} es poden definir en termes dels coeficients {\displaystyle a_{k}} en el desenvolupament de la sèrie de Taylor:
{\displaystyle f(x)=\sum _{k=1}^{\infty }a_{k}\cdot (x-x_{0})^{k}=\sum _{k=1}^{\infty }{1 \over k!}{d^{k}f \over dx^{k}}(x_{0})\cdot (x-x_{0})^{k}=f(x_{0})+f'(x_{0})\cdot (x-x_{0})+o(x-x_{0})}
D'aquest enfocament es pot obtenir directament:
{\displaystyle f'(x_{0})={f(x)-f(x_{0})-o(x-x_{0}) \over x-x_{0}}=\lim _{x\to x_{0}}{f(x)-f(x_{0}) \over x-x_{0}}}
Això es pot generalitzar aproximant {\displaystyle f} amb funcions {\displaystyle (x^{\alpha }-(x_{0})^{\alpha })^{k}}:
{\displaystyle f(x)=\sum _{k=1}^{\infty }b_{k}\cdot (x^{\alpha }-x_{0}^{\alpha })^{k}=f(x_{0})+b_{1}\cdot (x^{\alpha }-x_{0}^{\alpha })+o(x^{\alpha }-x_{0}^{\alpha })}
nota: el coeficient d'ordre més baix encara ha de ser {\displaystyle b_{0}=f(x_{0})}, ja que encara és l'aproximació constant de la funció {\displaystyle f} en {\displaystyle x_{0}}.
De nou es pot obtenir directament:
{\displaystyle b_{1}=\lim _{x\to x_{0}}{f(x)-f(x_{0}) \over x^{\alpha }-x_{0}^{\alpha }}{\overset {\underset {\mathrm {def} }{}}{=}}{df \over dx^{\alpha }}(x_{0})}
- La sèrie fractal Maclaurin de {\displaystyle f(t)} amb suport fractal {\displaystyle F} és la següent:

{\displaystyle f(t)=\sum _{m=0}^{\infty }{\frac {(D_{F}^{\alpha })^{m}f(t)|_{t=0}}{m!}}(S_{F}^{\alpha }(t))^{m}}

## Propietats

### Desenvolupament de coeficients
Igual que en el desenvolupament de la sèrie de Taylor, els coeficients {\displaystyle b_{k}} es poden expressar en termes de les derivades fractals d'ordre {\displaystyle k} de {\displaystyle f}:
{\displaystyle b_{k}={1 \over k!}{\biggl (}{d \over dx^{\alpha }}{\biggr )}^{k}f(x=x_{0})}

### Connexió amb la derivada
Si per a una funció donada {\displaystyle f} existeixen tant la derivada {\displaystyle {Df}} com la derivada fractal {\displaystyle {D\alpha f}}, es pot trobar un anàleg a la regla de la cadena:
{\displaystyle {df \over dx^{\alpha }}={df \over dx}{dx \over dx^{\alpha }}={1 \over \alpha }x^{1-\alpha }{df \over dx}}
L'últim pas està motivat pel teorema de la funció implícita que, en condicions adequades, ens dona {\displaystyle {dx \over dx\alpha }={dx\alpha  \over dx}-1}
De la mateixa manera per a la definició més general:
{\displaystyle {d^{\beta }f \over d^{\alpha }x}={d(f^{\beta }) \over d^{\alpha }x}={1 \over \alpha }x^{1-\alpha }\beta f^{\beta -1}(x)f'(x)}

## Aplicació en difusió anòmala

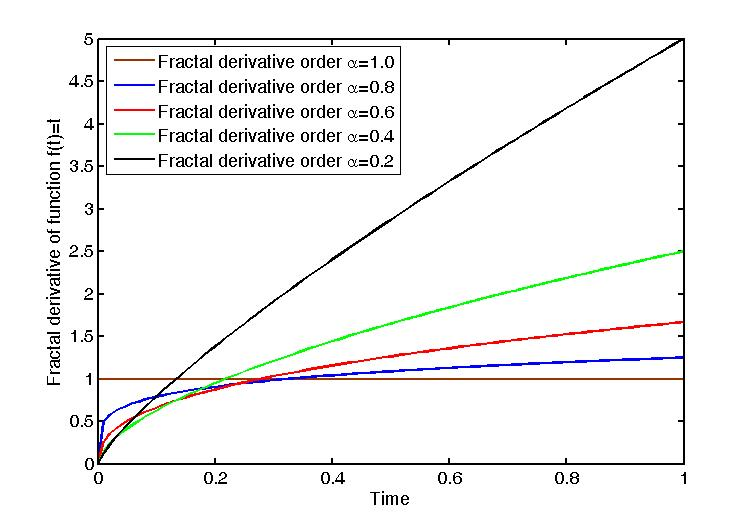
Derivada fractal per a la funció, amb ordre de derivada α ∈ (0,1

Com a enfocament de modelització alternativa a la segona llei de Fick clàssica, la derivada fractal s'utilitza per derivar una equació lineal de transport-difusió anòmala subjacent al procés de difusió anòmal,
{\displaystyle {\frac {du(x,t)}{dt^{\alpha }}}=D{\frac {\partial }{\partial x^{\beta }}}\left({\frac {\partial u(x,t)}{\partial x^{\beta }}}\right),-\infty <x<+\infty \,,\quad (1)}
{\displaystyle u(x,0)=\delta (x).}
on 0 < α < 2, 0 < β < 1, i δ(x) és la funció delta de Dirac.
Per obtenir la solució fonamental, apliquem la transformació de variables
{\displaystyle t'=t^{\alpha }\,,\quad x'=x^{\beta }.}
aleshores l'equació (1) es converteix en l'equació de la forma de difusió normal, la solució de (1) té la forma gaussiana estirada:
{\displaystyle u(x,t)={\frac {1}{2{\sqrt {\pi t^{\alpha }}}}}e^{-{\frac {x^{2\beta }}{4t^{\alpha }}}}}
El desplaçament quadràtic mitjà de l'equació de difusió derivada fractal anterior té la asímptota:
{\displaystyle \left\langle x^{2}(t)\right\rangle \propto t^{(3\alpha -\alpha \beta )/2\beta }.}

## Càlcul fractal-fraccional
La derivada fractal està connectada a la derivada clàssica si existeix la primera derivada de la funció investigada. En aquest cas,
{\displaystyle {\frac {\partial f(t)}{\partial t^{\alpha }}}=\lim _{t_{1}\rightarrow t}{\frac {f(t_{1})-f(t)}{t_{1}^{\alpha }-t^{\alpha }}}\ ={\frac {df(t)}{dt}}{\frac {1}{\alpha t^{\alpha -1}}},\quad \alpha >0}.
Tanmateix, a causa de la propietat de derivabilitat d'una integral, les derivades fraccionals són derivables, per la qual cosa es va introduir el següent concepte nou.
Els següents operadors diferencials es van introduir i aplicar molt recentment. Suposant que {\displaystyle y(t)} és contínua i diferenciable fractal en {\displaystyle (a,b)} amb ordre {\displaystyle \beta }, diverses definicions d'una derivada fractal fraccional de {\displaystyle y(t)} es mantenen amb ordre {\displaystyle \alpha } en el sentit de Riemann-Liouville:
- Tenir un nucli de tipus llei de potència:

{\displaystyle ^{FFP}D_{0,t}^{\alpha ,\beta }{\Big (}y(t){\Big )}={\dfrac {1}{\Gamma (m-\alpha )}}{\dfrac {d}{dt^{\beta }}}\int _{0}^{t}(t-s)^{m-\alpha -1}y(s)ds}
- Tenir un nucli de tipus en decaïment exponencial:

{\displaystyle ^{FFE}D_{0,t}^{\alpha ,\beta }{\Big (}y(t){\Big )}={\dfrac {M(\alpha )}{1-\alpha }}{\dfrac {d}{dt^{\beta }}}\int _{0}^{t}\exp {\Big (}-{\dfrac {\alpha }{1-\alpha }}(t-s){\Big )}y(s)ds},
- Tenint un nucli de tipus Mittag-Leffler generalitzat:

{\displaystyle {}_{a}^{FFM}D_{t}^{\alpha }f(t)={\frac {AB(\alpha )}{1-\alpha }}{\frac {d}{dt^{\beta }}}\int _{a}^{t}f(\tau )E_{\alpha }\left(-\alpha {\frac {\left(t-\tau \right)^{\alpha }}{1-\alpha }}\right)\,d\tau \,.}
Els operadors diferencials anteriors tenen cadascun associat un operador integral fractal-fraccional, de la manera següent:
- Nucli tipus llei de potència:

{\displaystyle ^{FFP}J_{0,t}^{\alpha ,\beta }{\Big (}y(t){\Big )}={\dfrac {\beta }{\Gamma (\alpha )}}\int _{0}^{t}(t-s)^{\alpha -1}s^{\beta -1}y(s)ds}
- Nucli de tipus en decaïment exponencial:

{\displaystyle ^{FFE}J_{0,t}^{\alpha ,\beta }{\Big (}y(t){\Big )}={\dfrac {\alpha \beta }{M(\alpha )}}\int _{0}^{t}s^{\beta -1}y(s)ds+{\dfrac {\beta (1-\alpha )t^{\beta -1}y(t)}{M(\alpha )}}}.
- Nucli de tipus Mittag-Leffler generalitzat:

{\displaystyle ^{FFM}J_{0,t}^{\alpha ,\beta }{\Big (}y(t){\Big )}={\dfrac {\alpha \beta }{AB(\alpha )}}\int _{0}^{t}s^{\beta -1}y(s)(t-s)^{\alpha -1}ds+{\dfrac {\beta (1-\alpha )t^{\beta -1}y(t)}{AB(\alpha )}}}.
FFM es refereix a fractal-fraccional amb el nucli generalitzat de Mittag-Leffler.

## Càlcul fractal no local
- Anàleg fractal de la integral fraccional del costat dret de Riemann-Liouville d'ordre {\displaystyle \beta \in \mathbb {R} } de {\displaystyle f} es defineix per:[1]

{\displaystyle {x}{\mathcal {I}}_{b}^{\beta }f(x)={\frac {1}{\Gamma (\beta )}}\int _{x}^{b}{\frac {f(t)}{(S_{F}^{\alpha }(t)-S_{F}^{\alpha }(x))^{1-\beta }}}d_{F}^{\alpha }t}.
- Anàleg fractal de la integral fraccional del costat esquerre de Riemann-Liouville d'ordre {\displaystyle \beta \in \mathbb {R} } de {\displaystyle f} es defineix per:

{\displaystyle {a}{\mathcal {I}}_{x}^{\beta }f(x)={\frac {1}{\Gamma (\beta )}}\int _{a}^{x}{\frac {f(t)}{(S_{F}^{\alpha }(x)-S_{F}^{\alpha }(t))^{1-\beta }}}d_{F}^{\alpha }t.}
- Anàleg fractal de la derivada fraccional del costat dret de Riemann-Liouville d'ordre {\displaystyle \beta \in \mathbb {R} } de {\displaystyle f} es defineix per:

{\displaystyle {x}{\mathcal {D}}_{b}^{\beta }f(x)={\frac {1}{\Gamma (n-\beta )}}(-D_{F}^{\alpha })^{n}\int _{x}^{b}{\frac {f(t)}{(S_{F}^{\alpha }(t)-S_{F}^{\alpha }(x))^{-n+\beta +1}}}d_{F}^{\alpha }t}
- Anàleg fractal de la derivada fraccional del costat esquerre de Riemann-Liouville d'ordre {\displaystyle \beta \in \mathbb {R} } de {\displaystyle f} es defineix per:

{\displaystyle {a}{\mathcal {D}}_{x}^{\beta }f(x)={\frac {1}{\Gamma (n-\beta )}}(D_{F}^{\alpha })^{n}\int _{a}^{x}{\frac {f(t)}{(S_{F}^{\alpha }(x)-S_{F}^{\alpha }(t))^{-n+\beta +1}}}d_{F}^{\alpha }t}
- Anàleg fractal de la derivada fraccional del costat dret de Caputo d'ordre {\displaystyle \beta \in \mathbb {R} } de {\displaystyle f} es defineix per:

{\displaystyle {x}^{C}{\mathcal {D}}_{b}^{\beta }f(x)={\frac {1}{\Gamma (n-\beta )}}\int _{x}^{b}(S_{F}^{\alpha }(t)-S_{F}^{\alpha }(x))^{n-\beta -1}(-D_{F}^{\alpha })^{n}f(t)d_{F}^{\alpha }t}
- Anàleg fractal de la derivada fraccional del costat esquerre de Caputo d'ordre {\displaystyle \beta \in \mathbb {R} } de {\displaystyle f} es defineix per:

{\displaystyle {a}^{C}{\mathcal {D}}_{x}^{\beta }f(x)={\frac {1}{\Gamma (n-\beta )}}\int _{a}^{x}(S_{F}^{\alpha }(x)-S_{F}^{\alpha }(t))^{n-\beta -1}(D_{F}^{\alpha })^{n}f(t)d_{F}^{\alpha }t}

## ConjuntOx,αn(h){\displaystyle O_{x,\alpha }^{n}(h)}d'Operadors Fraccionals
El Càlcul Fraccional de Conjunts (FCS), esmentat per primera vegada a l'article titulat "Sets of Fractional Operators and Numerical Estimation of the Order of Convergence of a Family of Fractional Fixed-Point Methods", és una metodologia derivada del càlcul fraccional. El concepte principal darrere del FCS és la caracterització dels elements del càlcul fraccional utilitzant conjunts degut a la gran quantitat d'operadors fraccionals disponibles. Aquesta metodologia va sorgir a partir del desenvolupament del mètode de Newton-Raphson fraccional i treballs posteriors relacionats.
El càlcul fraccional, una branca de les matemàtiques que tracta amb derivades d'ordre no enter, va sorgir gairebé simultàniament amb el càlcul tradicional. Aquesta emergència es deu en part a la notació de Leibniz per a derivades d'ordre enter: {\displaystyle {\frac {d^{n}}{dx^{n}}}}. Gràcies a aquesta notació, L’Hospital va poder preguntar en una carta a Leibniz sobre la interpretació de prendre {\displaystyle n={\frac {1}{2}}} en una derivada. En aquell moment, Leibniz no va poder proporcionar una interpretació física o geomètrica per a aquesta pregunta, per la qual cosa simplement va respondre a L’Hospital en una carta que "... és una aparent paradoxa de la qual, algun dia, se'n derivaran conseqüències útils".

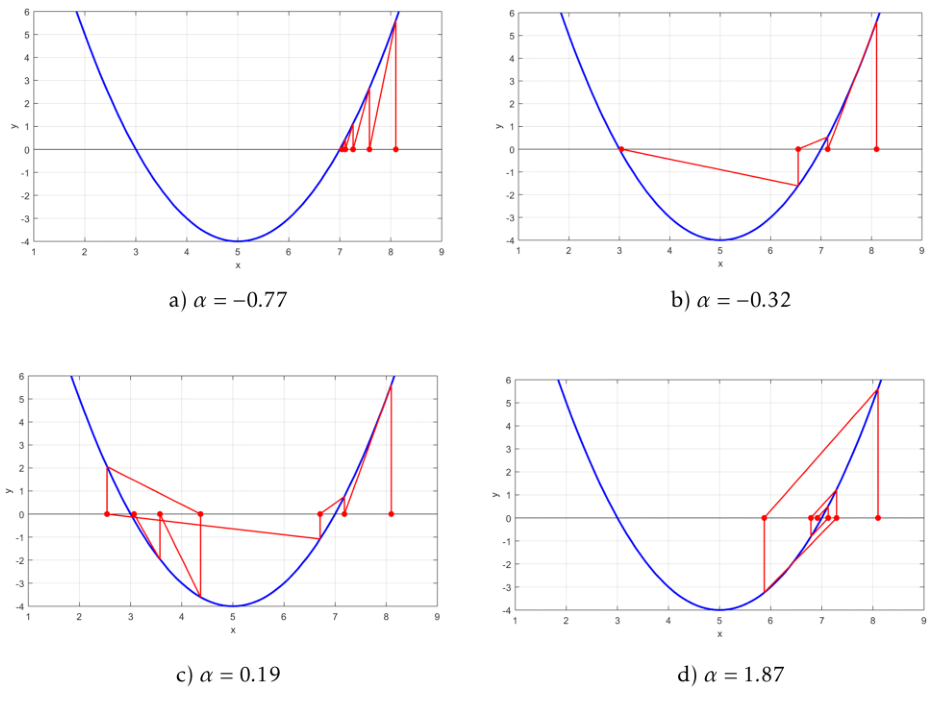
Il·lustració d'algunes línies generades pel mètode de Newton–Raphson fraccional per a la mateixa condició inicial però amb diferents ordres de l'operador fraccional implementat. Font: [https://www.sciencedirect.com/science/article/abs/pii/S0096300322003058?via%3Dihub Applied Mathematics and Computation

El nom "càlcul fraccional" s'origina a partir d'una pregunta històrica, ja que aquesta branca de l'anàlisi matemàtica estudia derivades i integrals d'un cert ordre {\displaystyle \alpha \in \mathbb {R} }. Actualment, el càlcul fraccional manca d'una definició unificada del que constitueix una derivada fraccional. En conseqüència, quan no és necessari especificar explícitament la forma d'una derivada fraccional, típicament es denota de la següent manera:
Els operadors fraccionals tenen diverses representacions, però una de les seves propietats fonamentals és que recuperen els resultats del càlcul tradicional a mesura que {\displaystyle \alpha \to n}. Considerant una funció escalar {\displaystyle h:\mathbb {R} ^{m}\to \mathbb {R} } i la base canònica de {\displaystyle \mathbb {R} ^{m}} denotada per {\displaystyle \{{\hat {e}}_{k}\}_{k\geq 1}}, es defineix el següent operador fraccional d'ordre {\displaystyle \alpha } utilitzant la notació d'Einstein:
Denotant {\displaystyle \partial _{k}^{n}} com la derivada parcial d'ordre {\displaystyle n} respecte al component {\displaystyle k}-èsim del vector {\displaystyle x}, es defineix el següent conjunt d'operadors fraccionals:
{\displaystyle O_{x,\alpha }^{n}(h):=\left\{o_{x}^{\alpha }:\exists o_{k}^{\alpha }h(x){\text{ i }}\lim _{\alpha \to n}o_{k}^{\alpha }h(x)=\partial _{k}^{n}h(x)\ \forall k\geq 1\right\},}
el complement del qual és:
{\displaystyle O_{x,\alpha }^{n,c}(h):=\left\{o_{x}^{\alpha }:\exists o_{k}^{\alpha }h(x)\ \forall k\geq 1{\text{ i }}\lim _{\alpha \to n}o_{k}^{\alpha }h(x)\neq \partial _{k}^{n}h(x){\text{ per almenys un }}k\geq 1\right\}.}
Com a conseqüència, es defineix el següent conjunt:

### Extensió a Funcions Vectorials
Per a una funció {\displaystyle h:\Omega \subset \mathbb {R} ^{m}\to \mathbb {R} ^{m}}, el conjunt es defineix com:
on {\displaystyle [h]_{k}:\Omega \subset \mathbb {R} ^{m}\to \mathbb {R} } denota el {\displaystyle k}-èsim component de la funció {\displaystyle h}.
L'ús d'operadors fraccionals en mètodes de punt fix ha estat àmpliament estudiat i citat en diverses fonts acadèmiques. Exemples d'això es poden trobar en diversos articles publicats en revistes de prestigi, com ara els que apareixen a ScienceDirect, Springer, World Scientific, i MDPI. També s'inclouen estudis de Taylor & Francis (Tandfonline), Cubo, Revista Mexicana de Ciencias Agrícolas, Journal of Research and Creativity, MQR, i Актуальные вопросы науки и техники. Aquests treballs destaquen la rellevància i aplicabilitat dels operadors fraccionals en la resolució de problemes.